# Meuleuse
 (mai 2024).
Si vous disposez d'ouvrages ou d'articles de référence ou si vous connaissez des sites web de qualité traitant du thème abordé ici, merci de compléter l'article en donnant les références utiles à sa vérifiabilité et en les liant à la section « Notes et références ».

Animation d'une meuleuse en fonctionnement.

Une meuleuse est une machine entraînant en rotation un outil meule pour usiner par tronçonnage, ébavurage, meulage, surfaçage une pièce dans divers matériaux (métal, pierre, béton, etc.).

## Évolution
À l’origine[Quand ?] le nom de meule est employé pour désigner une pièce cylindrique servant à broyer et à moudre. Depuis l’époque du néolithique (3 000 à 5 000 av. J.-C.), la meule est constituée d’une large pierre de grès creusée par l'usure et d'une pierre plus petite (la molette) qui est utilisée pour écraser le grain. 
Avec le développement de la technique, la meule est devenue de l’outil abrasif mis en rotation pour polir, aiguiser, etc., le mécanisme d’entraînement prit le nom de « meuleuse ».
À partir de la deuxième moitié du XXe siècle, l’outil meule a évolué pour devenir plus fin et plus résistant pour permettre son utilisation sur de nouvelles meuleuses devenues portatives et légères, permettant non seulement de meuler mais de tronçonner, polir, lustrer, etc.

## Différents types

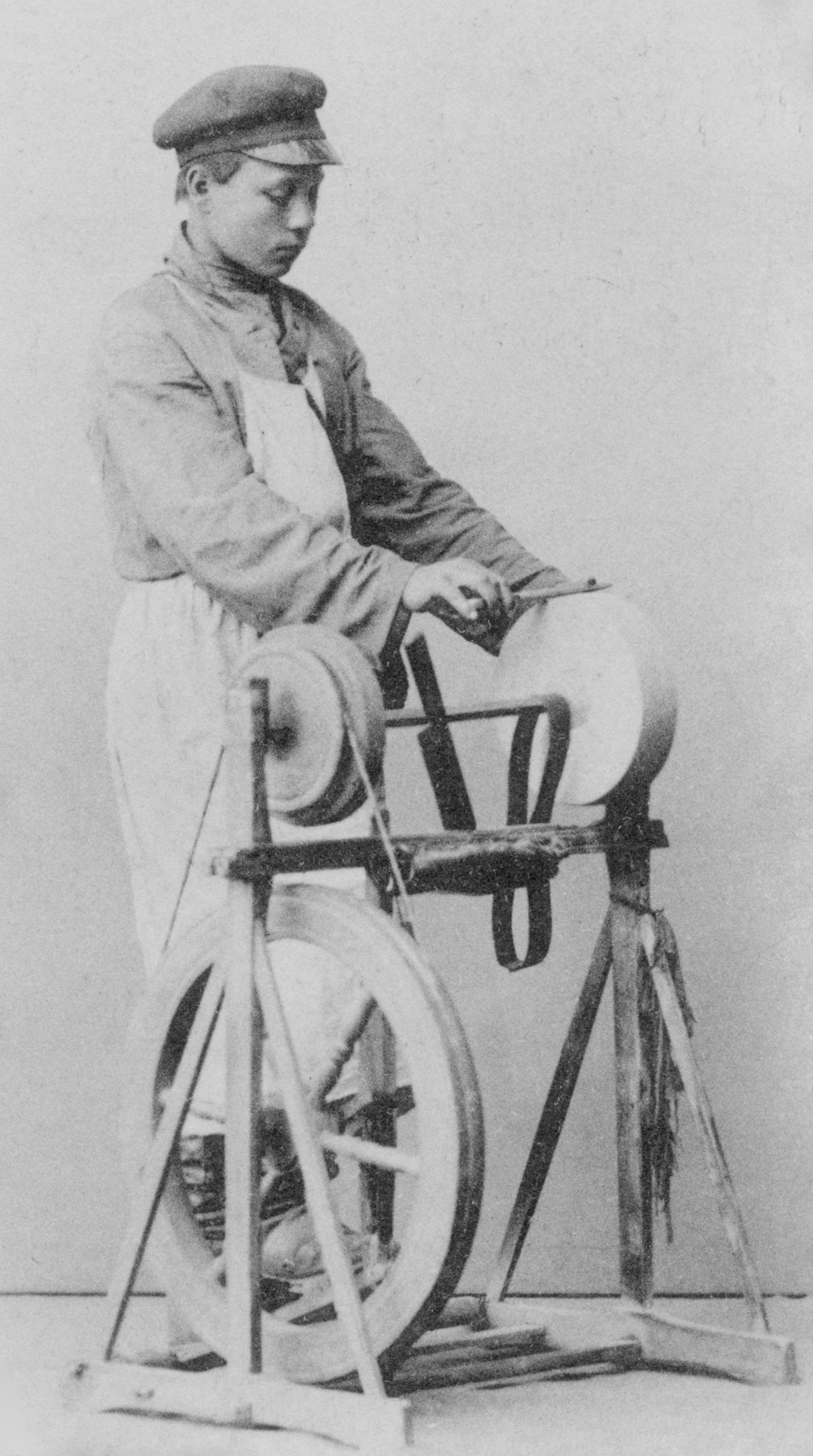
Ouvrier utilisant une meuleuse à pédale (Russie, 1902).

### Meuleuse à pédale
Spécialement utilisée pour l’aiguisage des outils et ustensiles courants (couteau, ciseau, faux, etc.), l’outil le plus courant est une meule en grès trempant dans un bac d’eau.

### Meuleuse à manivelle
se montant sur un établi, actionnée par une manivelle,
- à vitesse lente : elle reçoit des meules en grès trempant dans un bac d’eau, pour l’affûtage des outils,
- à grande vitesse :  le mouvement de la manivelle est amplifié par un jeu d’engrenages, l’outil est une meule corindon (émeri) utilisé pour le meulage de matière ou l’aiguisage des outils de coupe.

### Meuleuse électrique

#### Meuleuse sur bâti
Mue par un moteur électrique, elle apparaît dans les ateliers montée sur un bâti de fonte avec axe monté sur paliers supportant une ou deux meules selon les usages. Un support réglable permet de maintenir la pièce à meuler et un écran translucide protège l’opérateur des poussières abrasives. Une deuxième génération plus petite est montée directement sur une table ou un établi.

#### Meuleuse portative
Destinée en premier lieu aux chantiers, elle devient peu à peu tout public, plus légère et adopte des meules plus fines et plus résistances aux chocs (disque abrasif) et dispose parfois d'une batterie pour amélioré son utilisation sur les chantiers.

### Meuleuse pneumatique
Plus à l’usage des ateliers et des chantiers, de par la simplicité du moteur pneumatique, la meuleuse devient plus petite, plus légère et maniable. Pouvant tourner à très grande vitesse, la broche est munie d’une pince qui accepte de petites meules de différentes qualités d’émeris serties sur un axe.
Exemple :  meuleuse avec pince de 6 mm, poids 500 g, 20 000 tr/min ou meuleuse avec pince de 3 mm, corps de 18 mm, poids 260 g et 60 000 tr/min : utilisés entre autres par les modeleurs pour la finition et la retouche de moules et maquettes.

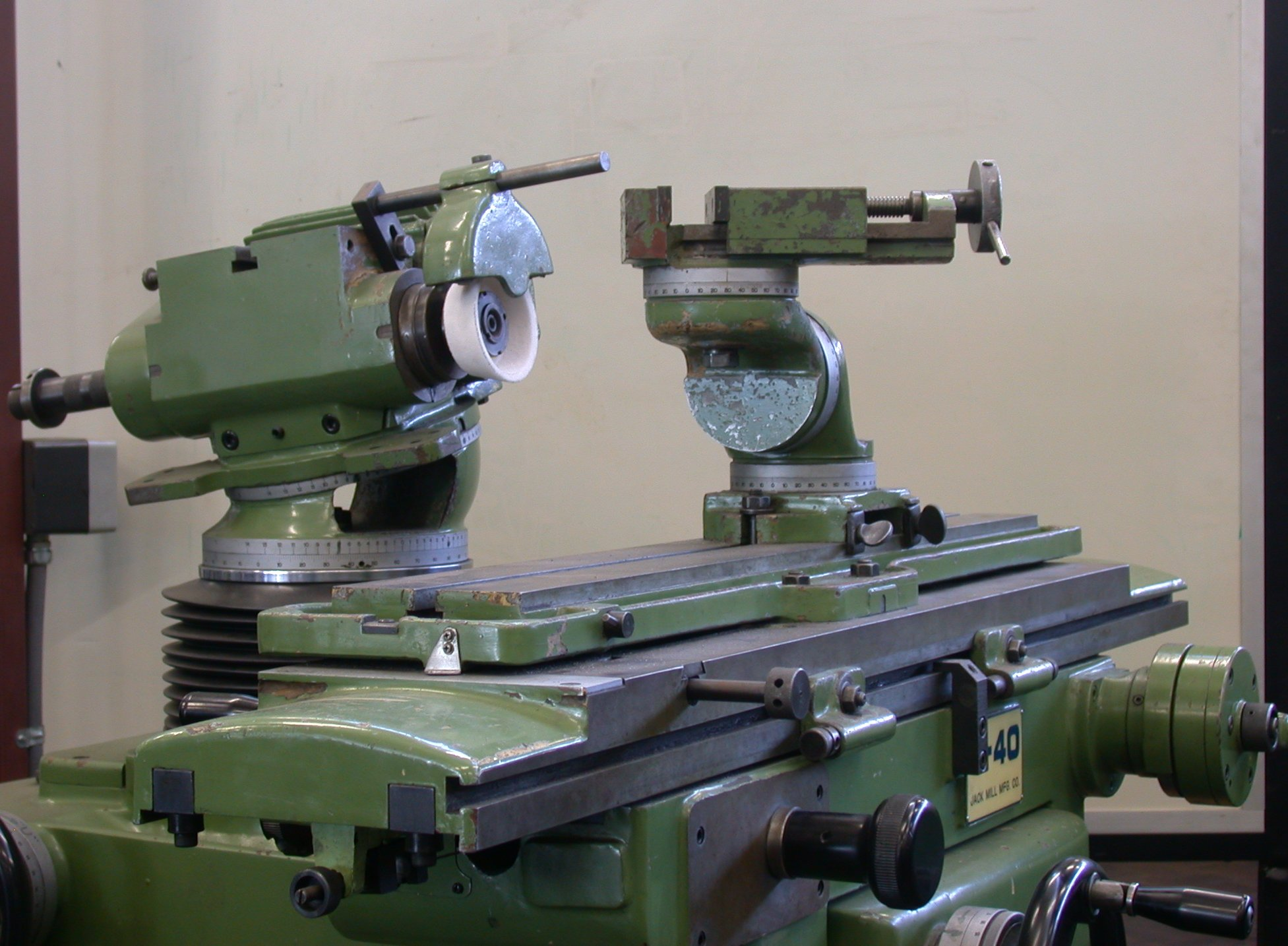
Meuleuse d’affûtage d'outil
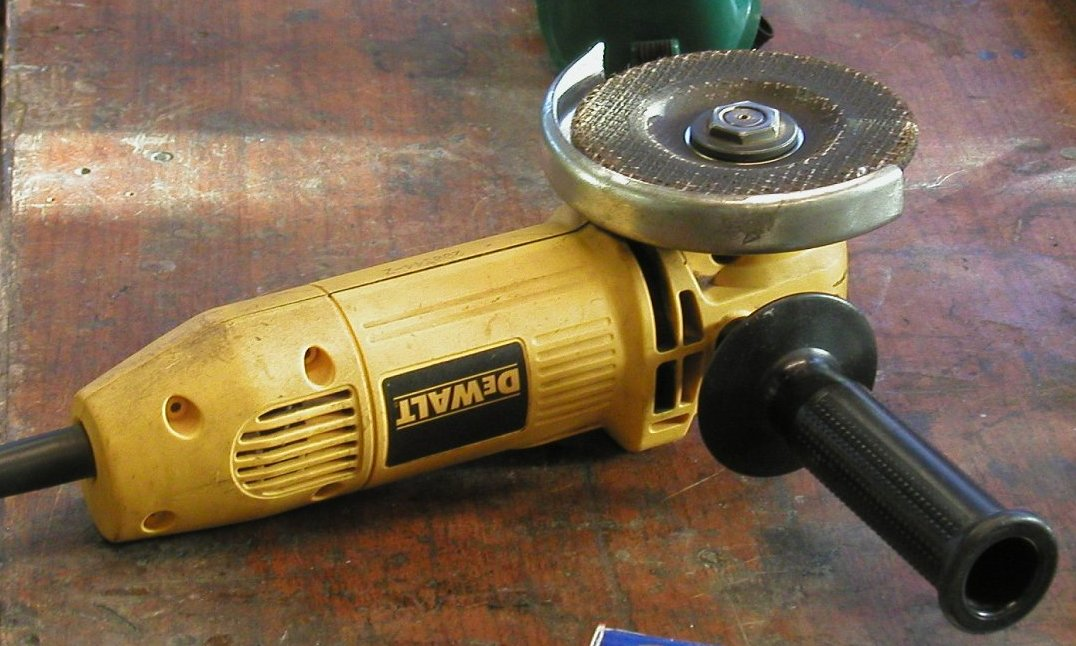
Meuleuse portative d’angle
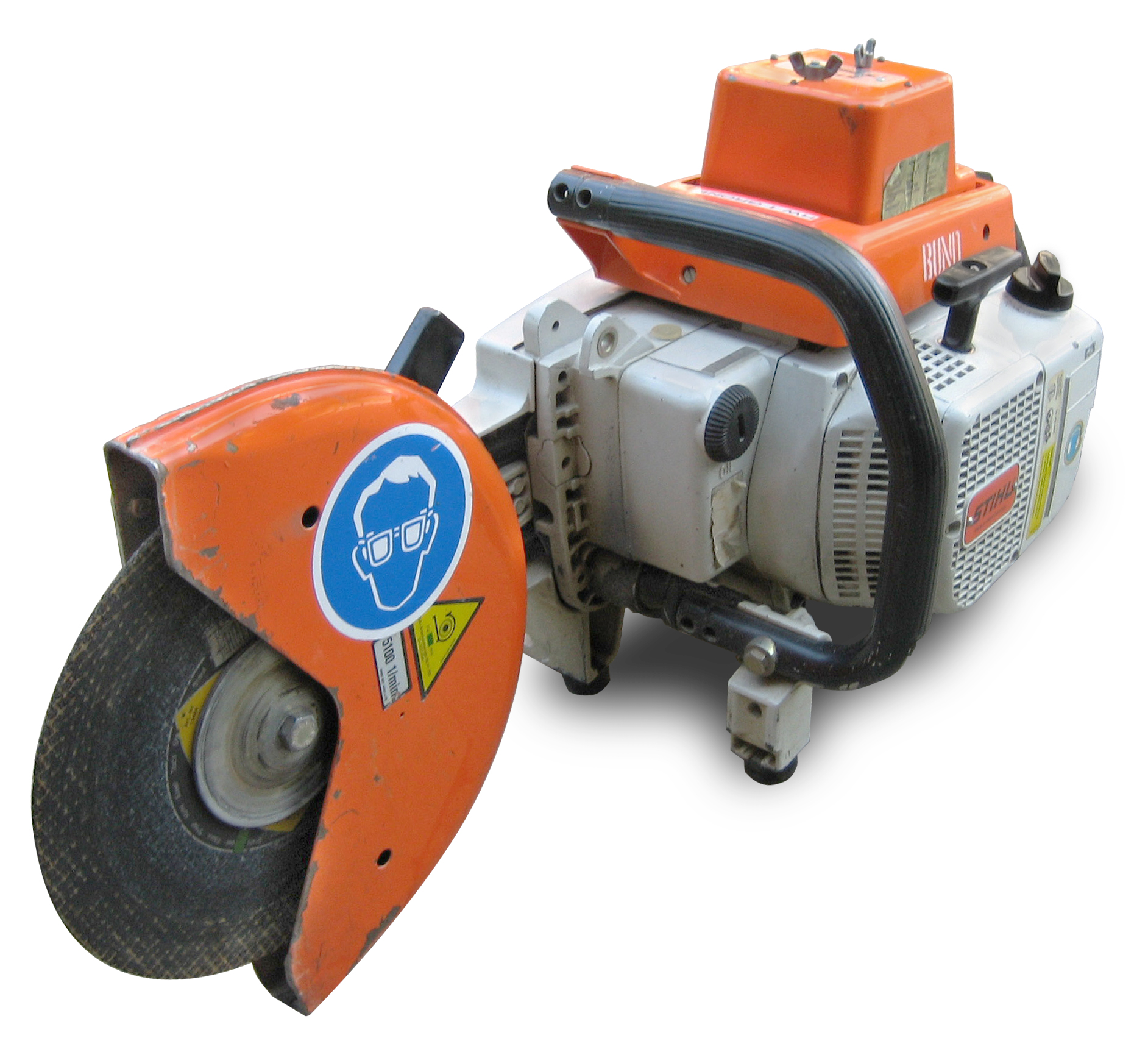
Tronçonneuse-disqueuse de chantier
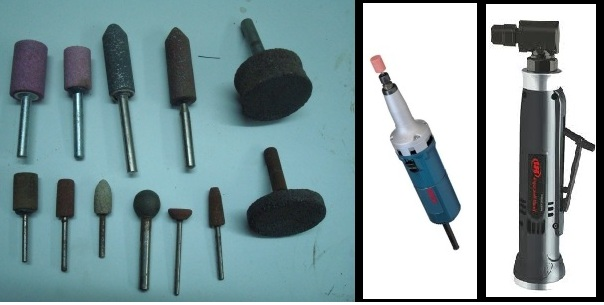
Meuleuses pneumatiques
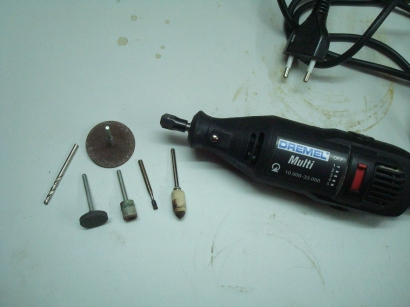
Mini meuleuse
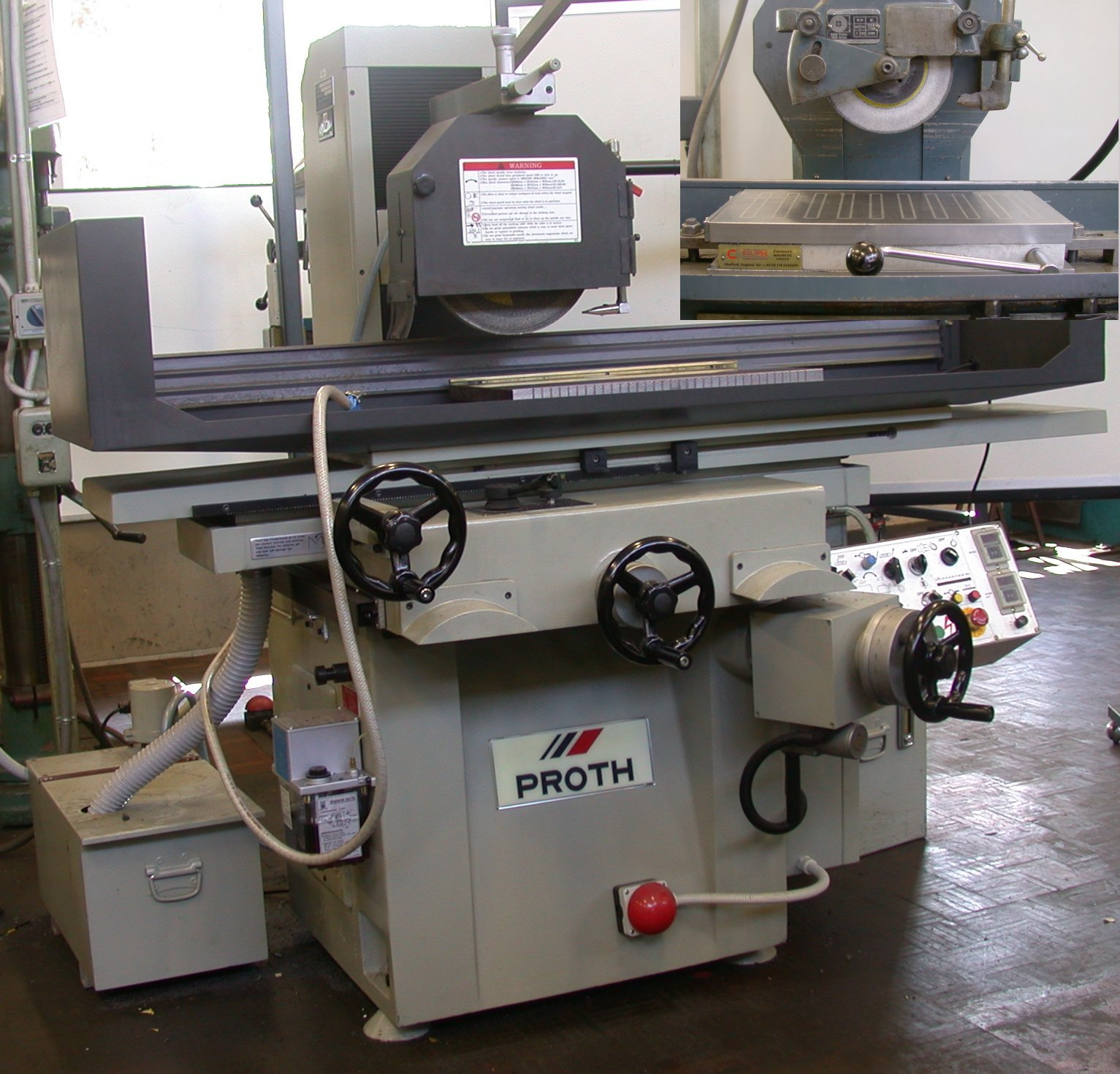
Rectifieuse plane

## Outils

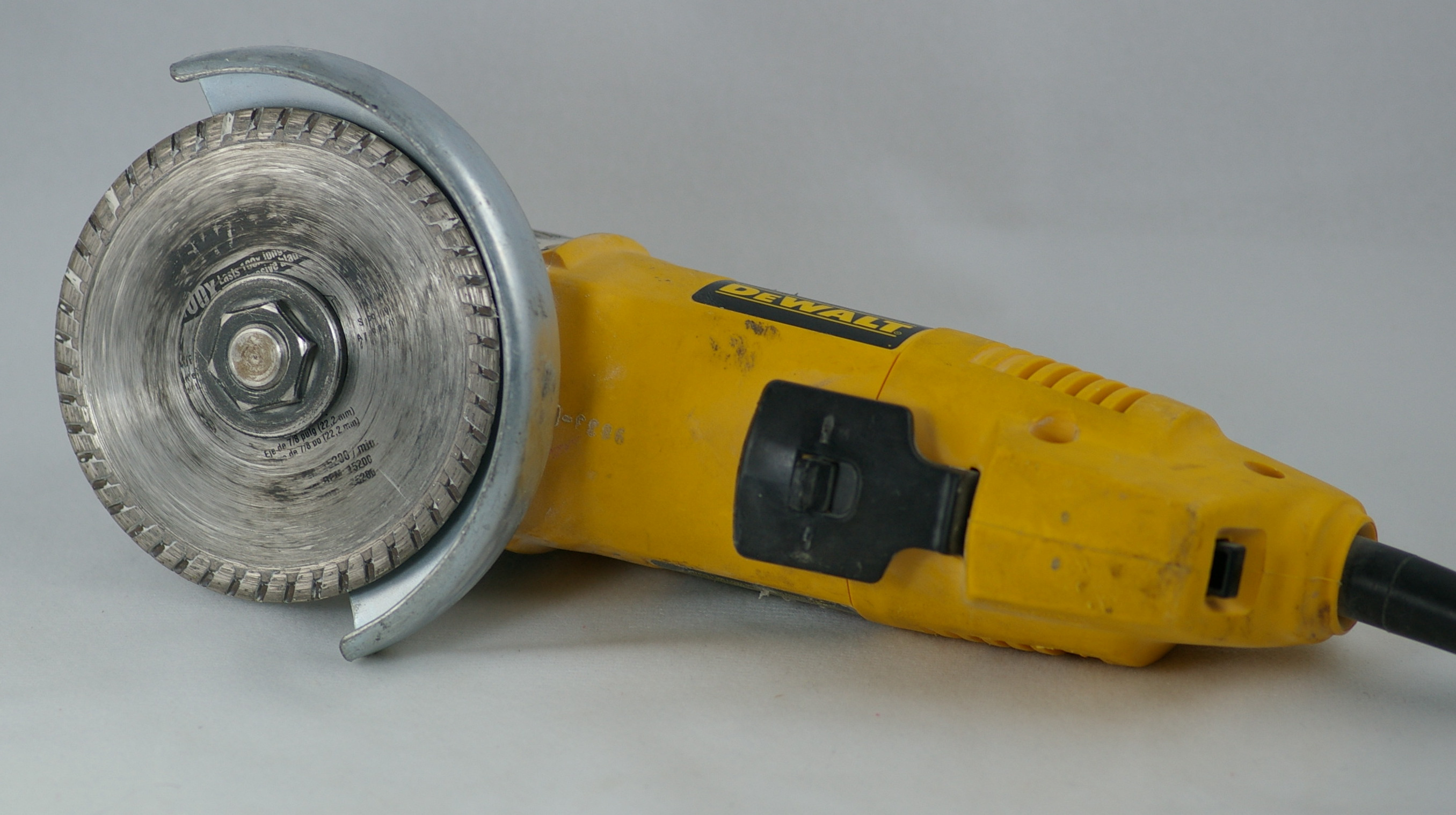
Une meuleuse à béton à disque de diamant

Les meules et les disques abrasifs sont de tous types et toutes qualités, adaptées aux machines et aux travaux à exécuter.
La meuleuse à béton est un outil pour meuler du béton. Elle fonctionne à l'électricité ou à essence selon les modèles. 
Son disque doit être solide : il est en acier ou en diamant.

## Utilisation
- ébarbage dans le domaine du parachèvement,
- aiguisage et affûtage d’outil,
- découpage par tronçonnage de matières diverses (métaux, béton, etc.)
- finition de pièces usinées sur rectifieuse,
- lapidaire dans le domaine de la bijouterie,